# Palazzo Del Monte (Trento)
Palazzo del Monte (in alcune fonti chiamato Palazzo Meli del Monte) è un palazzo di Trento, all'angolo fra via del Suffragio e via San Marco.
Il completamento dell'edificio, antica residenza signorile, è riconducibile all'inizio del XVI secolo, probabilmente tra il 1505 e il 1515. Il palazzo è situato in una posizione di prestigio nel tessuto urbano dell'epoca, si trova infatti nella zona chiamata "Cantone" sull'angolo di via del Suffragio che portava all'antico porto sul fiume Adige in prossimità dell'ingresso settentrionale della città. Dall'altro lato la via San Marco conduceva al Castello del Buonconsiglio, all'epoca residenza del vescovo principe della città.

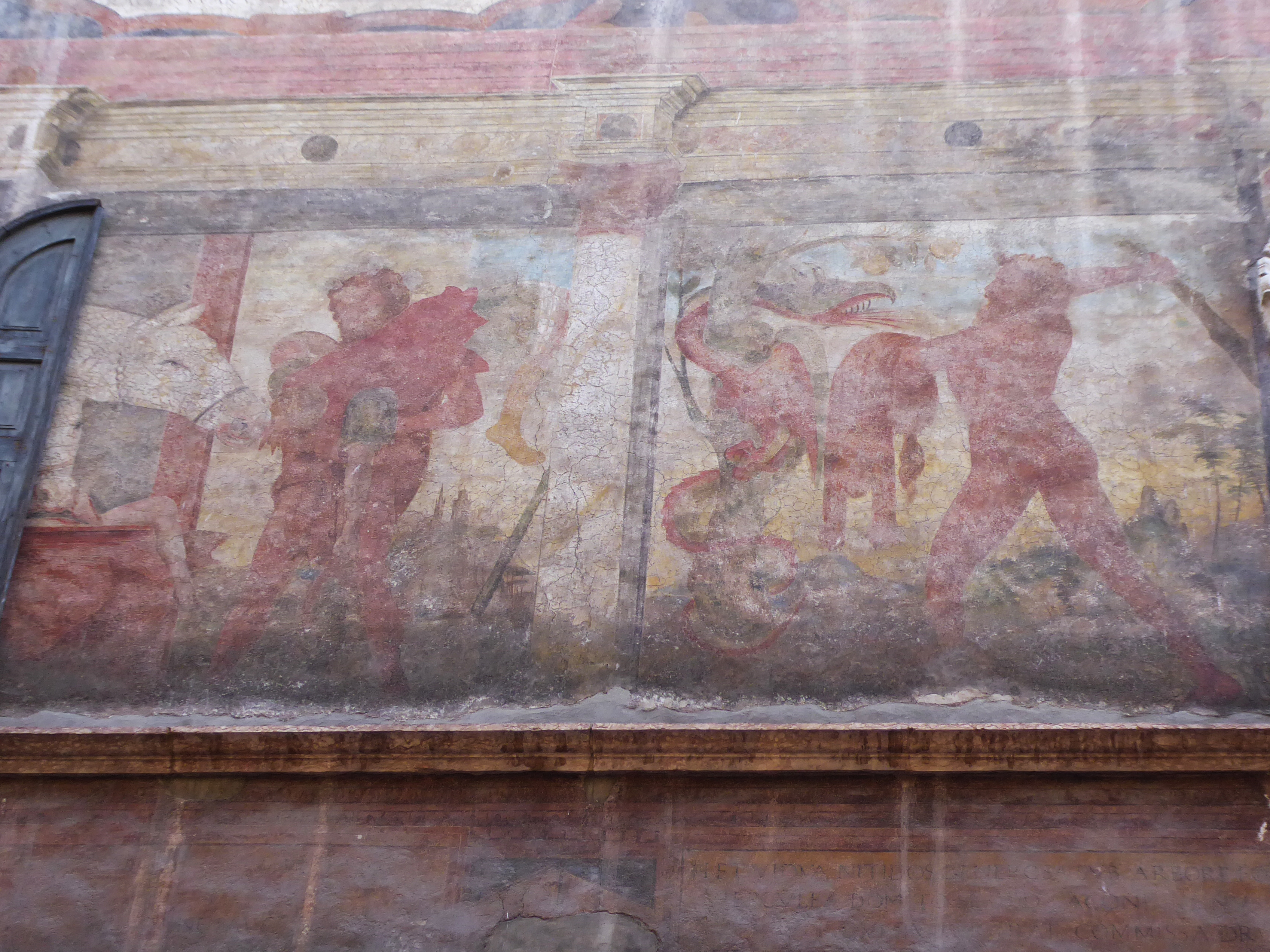
Dettaglio di alcuni affreschi con due scene delle fatiche di Eracle: le cavalle di Diomede a sinistra, e il drago Ladone a guardia del giardino delle Esperidi a destra

Il 13 maggio del 1944 il palazzo fu gravemente danneggiato dal bombardamento e dal conseguente incendio che lasciò però parzialmente incolumi le mura perimetrali e gli affreschi.
Sul prospetto di via del Suffragio si trova il portale principale con arco in marmo poggiato su una coppia di capitelli decorati da delfini mostruosi. Sopra il portale, nei piani superiori, si trovano delle trifore con parapetti rientranti e degli eleganti balconcini colonnati. L'ingresso è affiancato da aperture quadrangolari con grate, le altre aperture dell'edificio sono monofore o bifore quasi poggiate sul marcapiano, anche sul lato di via San Marco una bifora ha un balconcino colonnato. Incorniciano la facciata degli importanti pilastri in pietra.
Il prospetto di via del Suffragio riporta, sopra la trifora del secondo piano, un affresco con lo stemma di Massimiliano I.
L'edificio è caratterizzato da un ciclo di affreschi purtroppo di difficile lettura a causa del degrado che riproducono dieci delle dodici fatiche di Eracle e due episodi minori (parerga) della sua vita in omaggio a Massimiliano I talvolta descritto come Hercules Germanicus.